# Saison 4 de Misfits
Chronologie
Saison 3 Saison 5
Cet article présente les huit épisodes de la quatrième saison de la série télévisée britannique Misfits.

## Synopsis
Cinq jeunes marginaux qui n'ont rien en commun se retrouvent en même temps à devoir remplir des travaux d'intérêt général. Un jour, ils essuient un puissant et étrange orage et se retrouvent tous affublés de supers pouvoirs.

## Distribution

### Acteurs principaux
- Nathan Stewart-Jarrett (V. F. : Sébastien Hébrant) : Curtis Donovan (épisode 1 à 4)
- Joseph Gilgun (V. F. : Bruno Mullenaerts) : Rudy Wade
- Karla Crome : Jess
- Nathan McMullen : Finn
- Matt Stokoe : Alex (épisodes 2 à 8)
- Matthew McNulty (V. F. : Michelangelo Marchese) Seth (épisodes 1 et 2)
- Natasha O'Keeffe : Abby (épisodes 5 à 8)

### Invités
- Andrew Gower (en) : Jake (épisode 4)

## Production

### Développement
Le 16 décembre 2011, la série a été renouvelée pour cette quatrième saison.

### Casting
En décembre 2011, les départs d'Antonia Thomas (Alisha) et Iwan Rheon (Simon) sont annoncés.
En mai 2012, la production de la série et l'actrice Lauren Socha ont conclu un accord pour annoncer son départ de la série à la suite des problèmes judiciaires de cette dernière. Puis, deux nouveaux acteurs ont été recrutés et annoncés pour remplacer ceux partis dernièrement, Karla Crome dans le rôle de Jess et Nathan McMullen dans celui de Finn.
En juillet 2012, un nouvel acteur, Matt Stokoe, pour interpréter Alex, est annoncé pour remplacer Lauren Socha dans la série et Natasha O'Keeffe (Abby) intègre aussi le casting. Puis, Matthew McNulty est confirmé pour reprendre son rôle de Seth lors de la saison.
En octobre 2012, l'acteur Andrew Gower (en) a obtenu un rôle le temps du quatrième épisode de la saison

## Liste des épisodes

### Épisode 1:Le Virus de l'argent
- Royaume-Uni : 28 octobre 2012 sur E4
- France : 30 mai 2013 sur OCS Choc

- Royaume-Uni : 1,79 million de téléspectateurs (première diffusion)

Jess et Finn, deux nouveaux intégrant le service de TIG, trouvent un centre communautaire occupé par Rudy, qui se présente comme leur agent de probation. En réalité, il est en train d'interroger et torturer un homme avec Seth à propos d'une mallette remplie d'argent. Jess surprend également grâce à son pouvoir que Rudy détient un homme dans le congélateur. Ce n'est autre que Curtis, qui s'enfuit quand Jess et Finn viennent l'aider. Rudy leur avoue alors tout : la veille, alors que Seth passait juste les saluer avant de rejoindre Kelly en Afrique, où elle utilise son pouvoir pour lutter contre les mines antipersonnel, leur détenu a surgi, mal en point et une mallette menottée au poignet, et leur a fait miroiter le contenu de la mallette avant de perdre connaissance. Aussitôt, les trois amis se sont disputé la mallette, et la nuit, Rudy n'a pas hésité à scier la main du détenu pour la prendre, mais le temps qu'il s'éloigne, la mallette avait disparu. Quand les nouveaux sont apparus, Rudy et Seth, devenus paranoïaques, se sont persuadés qu'ils étaient dans le coup avec Curtis; Rudy décide donc de les droguer et les enferme dans le congélateur. Plus tard, ils sont rejoints par le détenu, qui a perdu une main mais aussi une bonne partie de son sexe ; celui-ci leur raconte que l'argent vient d'un prêteur sur gages, et que peu après avoir volé l'argent à son complice, il fut frappé par la fameuse tempête et a provoqué une envie paranoïaque chez toute personne le croisant de le tuer pour prendre l'argent. Jess et Finn succombent à la tentation.

### Épisode 2:Vie de chien
- Royaume-Uni : 4 novembre 2012 sur E4
- France : 30 mai 2013 sur OCS Choc

Finn a un secret : il retient sa petite amie bâillonnée dans la chambre de son appartement. Rudy va le découvrir quand il va s'installer de force chez lui, après qu'il s'est fait chasser de son dernier logement. Mais le jour, ils doivent aider à un atelier de sculpture sur argile pour un groupe de personnes aveugles au centre communautaire, et Curtis et Rudy vont se disputer une jeune malvoyante. Curtis se fait repousser, selon lui parce qu'elle est raciste, et Rudy tente sa chance. Ce dernier découvrira finalement que l'aveugle communique avec son chien, devenu télépathe avec la tempête.
Seth est encore dans les environs et Finn apprend qu'il a le pouvoir d'enlever les pouvoirs des autres. Il y voit une solution à son problème : Sadie, sa petite amie, a en fait le pouvoir de le manipuler de faire de lui un petit ami soumis et fleur bleue. Seth refuse cependant d'utiliser à nouveau ses capacités. Cependant, Rudy a de son côté envoyé son doppelganger libérer Sadie, qui a pris la fuite. Quand elle revient, elle tente de chasser Finn, mais celui-ci refuse. Elle accepte donc de lui donner une nouvelle chance mais en vient à réutiliser son pouvoir. Jess, déçue, convainc alors Seth d'enlever le pouvoir de Sadie. Finn rompt définitivement avec Sadie et se retrouve à la rue, comme Rudy, et ils s'installent dans le centre communautaire le temps de trouver un nouveau logement.

### Épisode 3:Bad Boys
- Royaume-Uni : 11 novembre 2012 sur E4
- France : 6 juin 2013 sur OCS Choc

Jess passe du temps avec Finn et découvre qu'il a une relation très trouble avec l'ancienne compagne de son père. Pendant ce temps, Rudy et son doppelganger ont une mauvaise surprise : le troisième doppelganger, dont ils connaissent les penchants brutaux et psychopathes, est juste sorti de prison pour agression et veut se venger ; il reprend le contrôle des deux autres et prend leur place dans le groupe. Il jette rapidement son dévolu sur Jess. Quant à Curtis, il a également une relation trouble avec Lola.
Après plusieurs rendez-vous, Finn se retrouve chez son ex-belle-mère qui lui fait soudainement une fellation ; quand Jess les surprend, elle fuit, et Finn essaie de rester loin de la nymphomanie de sa belle-mère. Jess retrouve alors Rudy sur son chemin, et celui-ci est très entreprenant, essayant de lui faire avouer ses secrets.
Le lendemain, un mariage doit avoir lieu dans le centre communautaire et le gâteau disparait ; Greg, l'agent de probation, décide d'interroger les seuls présents : Rudy, Curtis et Jess. Mais Rudy parvient à enfermer Greg dans les toilettes pour rester seul avec Jess. Celle-ci finit par lui raconter son histoire : trois ans auparavant, elle souffrait de troubles de l'alimentation et a ensuite cru trouver un petit ami attentif, mais celui-ci l'a trompé et elle a fait une tentative de suicide. Peu après, Rudy sort et agresse le DJ qui faisait ses réglages pour la soirée, avant de retrouver Jess et lui montrer ses intentions : il avait décidé de la tuer. Jess sort alors une paire de ciseaux et poignarde Rudy avant de le convaincre de relâcher les autres Rudy avant sa mort.

### Épisode 4:Dans la peau d'une autre
- Royaume-Uni : 18 novembre 2012 sur E4
- France : 6 juin 2013 sur OCS Choc

Curtis apprend que Jake, un ancien amant de Lola, la harcèle. Lola se blesse volontairement pour ensuite accuser Jake et pousser Curtis à la venger. Finn essaie encore de se rapprocher de Jess, mais Rudy est un colocataire très envahissant et sabote toutes ses approches.
Curtis retrouve Jake dans son appartement et se bat avec lui. Armé, Curtis tire accidentellement sur Jake et le tue. Le lendemain, Lola disparaît et il découvre qu'elle n'a jamais été agent stagiaire. Curtis envisage donc de retrouver Jake et de le ressusciter afin d'obtenir des informations. Rudy, qui l'a suivi avec Jess et Finn, est contre l'éventualité de voir un nouveau zombi, avant de se raviser et d'essayer d'utiliser le zombi pour aider Finn à séduire Jess. Curtis fait donc de Jake un zombi et obtient ses informations avant que Finn ne le tue, mais Jake a eu le temps de mordre Curtis, qui devient lui-même assoiffé de sang. Il parvient cependant à se contrôler en se nourrissant d'animaux errants, et retrouve la trace de Lola. Il découvre alors le secret de la jeune femme : elle était une actrice qui travaillait sur un personnage de femme manipulatrice et mangeuse d'hommes, mais la tempête l'a touché et depuis, elle est « devenue » Lola. Curtis veut donc l'aider, mais Lola a déjà trouvé quelqu'un pour se débarrasser de Curtis.

### Épisode 5:La vie ne tient qu'à un fil
- Royaume-Uni : 25 novembre 2012 sur E4
- France : 13 juin 2013 sur OCS Choc

L'agent de probation mène son enquête au sein des autres Misfits pour voir comment ils gèrent la mort de Curtis, mais tous s'en remettent. Finn recherche son père biologique avec les maigres indices qu'il a : une photo de la soirée où il a été conçu avec tous les hommes susceptibles d'être son père. Il finit, après avoir entendu toutes les rumeurs sur la jeunesse débridée de sa mère, par retrouver son père, mourant d'un cancer en phase terminale, et sa demi-sœur, Grace, qui s'occupe seule de son père. Finn essaie de les connaitre un peu et son père lui confie que Grace le maintient en vie avec son pouvoir, mais il ne guérit pas et continue de souffrir. Il veut donc que Finn convainque Grace de le laisser mourir.
Finn organise donc une soirée avec Grace, pendant que son père est surveillée par une infirmière. En chemin, Finn et Grace trouvent Alex, le barman, en train de suivre un homme. Finn veut alors prouver à Jess qu'Alex est homosexuel pour avoir sa chance avec elle. Ils les suivent dans un parking souterrain, où Finn les filme. Plus tard, au bar, Finn montre à Jess la vidéo, qui ne montre rien qu'une discussion secrète. Énervée, Jess part avec Alex chez lui, où il lui avoue ne pas être homosexuel mais vouloir prendre son temps. Pendant ce temps, Finn et Grace passent du temps ensemble avant d'être rejoints par Rudy, qui envisage aussitôt de coucher avec Grace. Finn s'y oppose. Mais quand Grace flirte avec un autre homme, Finn, poussé par Rudy, déclenche une altercation et Finn finit avec un coup de poing dans la figure. Grace passe finalement la nuit au centre avec Rudy et Finn avant de s'éclipser au matin. Finn court chez son père où il surprend sa sœur essayant d'utiliser son pouvoir sur son père. Il parvient cependant à lui faire accepter que son père attend la mort et ils l'accompagnent dans ses derniers moments.

### Épisode 6:Tableau de chasse
- Royaume-Uni : 2 décembre 2012 sur E4
- France : 13 juin 2013 sur OCS Choc

- Mise en scène : Jon Brown et Howard Overman
- Histoire : Howard Overman

Le gang se rend à une fête sauvage organisée chez un ami de Rudy, connu pour ses soirées délurées. Ils se trompent d’abord d’appartement et tombent sur une cérémonie funéraire puis trouvent enfin la soirée. Des numéros leur apparaissent alors sur le front, indiquant le nombre de partenaires sexuels qu’ils ont eu.
En parallèle, se promène un mystérieux lapin tueur dans les couloirs de l'immeuble, habillé en costume-cravate et équipé d’un club de golf. Alors qu’il traque le lapin, Rudy retourne à la cérémonie funéraire où il rencontre l’énigmatique Nadine et tombe sous le coup de foudre pour la première fois de sa vie. Finn, qui l’accompagne, tente de faire augmenter le nombre de partenaires sexuels inscrit sur son front. 
À la recherche de Jess qui a disparu, les Misfits rencontrent Abbey qui aime la bouteille et qui leur vient en aide en tuant le lapin, qui était la matérialisation d'un trip sous acide de l'ami de Rudy.

### Épisode 7:Troubles identitaires
- Royaume-Uni : 9 décembre 2012 sur E4
- France : 20 juin 2013 sur OCS Choc

Rudy fait un blocage sur Nadine alors que la nouvelle arrivante, Abbey, commence à faire des TIG pour aider Finn menacé par l'agent de probation. Alex recherche toujours son pénis, avec la compréhension de Jess qui l'épaule. Une femme enceinte transmet sa grossesse à Abbey, qui révèle vouloir garder l'enfant parce qu'elle n'a plus aucun souvenir depuis la tempête et qu'un nourrisson serait la première chose dont elle soit sûre à son sujet. Nadine fait une apparition dans le centre communautaire au grand dam du doppelganger de Rudy qui est intimidé. Mais Nadine fuit à nouveau et Rudy la suit, découvrant ainsi qu'elle est une nonne novice.

### Épisode 8:Le Prix à payer
- Royaume-Uni : 16 décembre 2012 sur E4[1]
- France : 20 juin 2013 sur OCS Choc

Rudy a découvert que Nadine était une religieuse novice et se résout à renoncer à elle. Quand elle décide d'abandonner le couvent pour rejoindre Rudy et vivre sa passion, la mère supérieure envoie deux religieuses l'enlever au centre communautaire. Rudy croit encore à un mensonge et part pour le couvent, avec la bénédiction de son agent de probation, où il découvre la vérité. Les Misfits s'infiltrent dans le couvent et libèrent Nadine grâce à leurs pouvoirs.
Rudy et Nadine célèbrent leurs retrouvailles et couchent ensemble, de même que Finn et Abbey, parce que la jeune amnésique l'a décidé. Pendant ce temps, Jess retrouve voir Alex qui a ramené une autre fille chez lui, trop heureux de pouvoir à nouveau profiter de son sexe retrouvé. Quand les Misfits se rejoignent au centre communautaire et que tous découvrent ce que les autres ont fait, ils s'énervent les uns sur les autres, provoquant la panique de Nadine qui déclenche son pouvoir : l'arrivée des quatre Cavaliers de l'Apocalypse, en fait des hommes masqués armés de katana et se déplaçant sur des BMX. Ils prennent en chasse les Misfits à travers le centre, blessant grièvement Alex. Jess ne voit qu'une solution : Nadine doit mourir pour faire disparaitre les Cavaliers. Rudy est catastrophé, mais elle ne regrette rien et se sacrifie. Avec sa mort, les quatre hommes disparaissent, laissant leurs vélos derrière eux.